# Щавіна
Щавіна (пол. Szczawina) — село в Польщі, у гміні Бистшиця-Клодзька Клодзького повіту Нижньосілезького воєводства.
Населення — 22 особи (2011).
У 1975—1998 роках село належало до Валбжиського воєводства.

## Демографія
Демографічна структура станом на 31 березня 2011 року:
|          | Загалом | Допрацездатний вік | Працездатний вік | Постпрацездатний вік |
| -------- | ------- | ------------------ | ---------------- | -------------------- |
| Чоловіки | 11      | 1                  | 7                | 3                    |
| Жінки    | 11      | 1                  | 6                | 4                    |
| Разом    | 22      | 2                  | 13               | 7                    |